# Radbodo (prefecto)
Radbodo (fl. 833-854) fue prefecto franco de la Marca de Panonia (marcha orientalis, territorio fronterizo bávaro con los eslavos asentados a oriente), cargo en el que fue nombrado en el 833. Había obtenido el cargo tras la conquista de Luis el Germánico en el 828 y la posterior cristianización de los moravos (828-833). En 833, según el Conversio Bagoariorum et Carantanorum, Mojmír, duque de los moravos, había expulsado alllende el Danubio a un príncipe eslavo, Pribina, que buscó el amparo de Radbodo, en Francia Oriental, alrededor del 833. Radbodo lo presentó al rey Luis el Germánico, quien ordenó que lo instruyeran en la fe y lo bautizaran, y que se integrase con sus seguidores en el ejército de Radbodo. Sin embargo, Radbodo y Pribina se enemistaron poco tiempo después y este, temiendo por su vida, huyó con su hijo Kocel al primer Imperio búlgaro, y luego a la Baja Panonia, que gobernaba un duque eslavo, Ratimir. Dado que la Baja Panonia era parte de la prefectura de Radbodo, la protección que Ratimir concedió a Pribina equivalía a una rebelión, por lo que, en 838, Luis el Germánico envió a Radbodo a la cabeza de un gran ejército bávaro para aplastar al duque, pero Pribina y sus seguidores se refugiaron con el conde de Carniola, Salacho. En poco tiempo, este medió y reconcilió a Radbodo y Pribina, y Luis resolvió la continua inestabilidad de la zona al nombrar a Pribina dux de las tierras del río Zala. Radbodo mantuvo contactos con Rastislav (que reinó del 847 al 870), señor de los moravos (había sucedido a Mojmír), que durante mucho tiempo había representado un peligro para Baviera. Según los Annales Bertiniani, en 853 Carlos el Calvo, rey de Francia Occidental, sobornó a los búlgaros para que se coligaran con los eslavos (aparentemente los moravos) y juntos atacaran el reino de Luis el Germánico. Este destituyó a Radbodo durante la incursión búlgaro-morava por deslealtad, después de que estallase un levantamiento. Radbodo formó luego una alianza con el rebelde Rastislav. Este se rebeló en 855 y Carlomán fue nombrado prefecto en sustitución de Radbodo en 856. La campaña de Carlomán del 858 obligó a Rastislav a firmar la paz.